# Клан Кеннеди
Клан Кеннеди, предположительно, происходит от одной из ветвей кельтских лордов Голлоуэя, и по происхождению они связаны с районом Каррика в Айршире, на крайнем юго-западе Шотландии.

## История клана
Джон Кеннеди из Даньюра и Кассиллиса женился на наследнице графов Каррика. Его внук, сэр Джеймс Кеннеди (ум. 1408), граф Даньюр, женился на Марии Стюарт, дочери короля Роберта III, и имел двух сыновей. Как внуки короля, в 1457 году старший, Гилберт (1406—1480) стал первым лордом Кеннеди, а другой, Джеймс (1408—1465), был назначен епископом Сент-Эндрюса и лордом-канцлером Шотландии и позже стал советником Джеймса II. После гибели Джеймса II во время осады Роксборо в 1460 году епископ Кеннеди помогал его вдове в управлении государством и обучении младенца Джеймса III. Он также считается одним из основателей университета Сент-Эндрюса.
После его смерти в 1465 году его брат, лорд Кеннеди принял участие в дворцовом перевороте, в результате которого он стал одним из регентов до совершеннолетия Джеймса III. Это, однако, не помогло ему в дальнейшей карьере, но его внук, 3-й лорд Кеннеди, сумел завоевывать расположение Джеймса IV и в 1509 году получил титул графа Кассиллиса. Однако в 1513 году он погиб вместе со своим королём в битве при Флоддене.

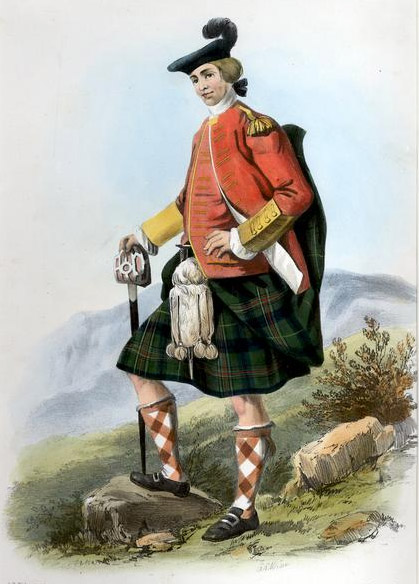
Шотландец из клана Кеннеди

Его преемники также умерли насильственной смертью: 2-й граф был убит Кэмпбеллом из Лоудона, а 3-й загадочно погиб, возвращаясь со свадьбы Марии I Стюарт и французского дофина. Четвёртый граф в своем замке Даньюр «жарил аббата Кроссрагуля» на медленном огне, чтобы заставить того передать ему земли аббатства.
Шестой граф также был известен своими беспощадными нравами. Его жена влюбилась в Джонни Фаа, цыганского короля, также известного как сэр Джон Фаа из Данбара (этот титул Джеймс V пожаловал его предкам), и они тайно сбежали вместе. Однако вскоре они были пойманы оскорбленным графом, который повесил Джонни Фаа на глазах жены, а её саму посадил в темницу до конца её жизни. Восьмой граф не имел детей, и его титул перешел к Кеннеди из Калейна, происходившему от младшего сына 3-го графа.
Арчибальд Кеннеди, 11-й граф, принимал участие в американской войне за независимость, а его сын, 12-й граф, в 1806 году получил титул маркиза Эйлсы. Замок Калейн, резиденция вождей клана Кеннеди, в XVIII веке был перестроен архитектором Робертом Адамом и теперь принадлежит Национальному Трасту Шотландии.